# Süßwurm
Als Süßwurm wird die dritte Raupen-Generation des Bekreuzten Traubenwicklers bezeichnet. Der Einbindige Traubenwickler bildet dagegen keine dritte Raupen-Generation aus.
Der Süßwurm tritt nur in warmen Jahren und bei günstigen Bedingungen Mitte September/Anfang Oktober auf und befällt die reifen süßen Beeren. 
Die Raupe des Bekreuzten Traubenwicklers ist acht bis zehn Millimeter groß, mit gelbem Kopf und graugrün bis grünbraun gefärbt. Der Befall kann große Schäden durch Grauschimmelfäule (Botrytis cinerea) zur Folge haben.
Siehe auch: Heuwurm, Sauerwurm